# 尿細管
尿細管（にょうさいかん、renal tubule：細尿管、腎細管）は、腎臓における糸球体より集合管にいたるまでの、原尿が通り再吸収・分泌などを受ける組織のこと。尿細管には糸球体から伸びる毛細血管が取り巻いていて、腎小体でボーマン嚢に排出された原尿の成分のうち、ブドウ糖のすべてと、水・無機塩類のほとんど（99％）とグリセリンなどその他の物質を再吸収する。原尿からのグルコースの再吸収は、ナトリウムイオンの濃度勾配を用いたSGLT1/SGLT2による。再吸収能力を超えた濃度のグルコースは、尿細管で再吸収しきれず尿中に排出されるが、これが糖尿病において尿中にグルコースが排出される理由である。

## 尿細管の分節
尿細管はその位置によって形状・機能が異なる。そのため、個々の部位ごとに名称が付けられている。ある部位と別の部位をどのように区切るか、すなわち分節するかには2つの方法がある。まず、腎臓の皮質、髄質のうちどの部分に位置するか、どのような外形をとっているか、すなわち走行による分類である。もう一つは、尿細管の上皮細胞による分類である。尿細管の上皮細胞はいずれも単層上皮ではあるが、位置によって微絨毛（刷毛縁）の密度や長さ、細胞の形状と細胞内装置の分布や数、隣接上皮細胞とのふん合、基底膜からの陥入が異なるためである。以下の図では走行によるものと上皮細胞によるものを左右の端に配し、さらに細かい分類を中央にまとめた。
| 走行による分類 | 分節         | 分節               | 上皮細胞による分類 |
| -------------- | ------------ | ------------------ | ------------------ |
| 近位曲部       | 近位曲尿細管 | S1文節             | 近位尿細管         |
| 近位曲部       | 近位曲尿細管 | S2文節             | 近位尿細管         |
| ヘンレループ   | 近位直尿細管 |                    | 近位尿細管         |
| ヘンレループ   | 近位直尿細管 | S3文節             | 近位尿細管         |
| ヘンレループ   | 細い下行脚   | 短ループのもの     | 中間尿細管         |
| ヘンレループ   | 細い下行脚   | 長ループのもの上部 | 中間尿細管         |
| ヘンレループ   | 細い下行脚   | 長ループのもの下部 | 中間尿細管         |
| ヘンレループ   | 細い上行脚   |                    | 中間尿細管         |
| ヘンレループ   | 遠位尿細管   | 太い上行脚         | 遠位尿細管         |
| 遠位曲部       | 遠位曲尿細管 | 遠位曲尿細管       | 遠位尿細管         |
| 遠位曲部       | 結合尿細管   | 結合尿細管         | 集合管系           |
| 集合管         | 皮質集合管   | 皮質集合管         | 集合管系           |
| 集合管         | 髄質集合管   | 髄質外層集合管     | 集合管系           |
| 集合管         | 髄質集合管   | 髄質内層集合管     | 集合管系           |

## 尿細管の経路
1. （糸球体）
2. ボーマン嚢
3. 近位尿細管
4. ヘンレのループ（ヘンレ係蹄 (下行脚)、ヘンレ係蹄 (細い上行脚)、ヘンレ係蹄 (太い上行脚)）
5. 遠位尿細管
6. 集合管
7. （尿管、輸尿管）

## 注
1. ↑  表中の用語は、日本腎臓学会編、『腎臓学用語集』、南江堂、1988年 に従った。